# Alcyonidium hauffi
Alcyonidium hauffi är en mossdjursart som beskrevs av Ernst Marcus 1939. Alcyonidium hauffi ingår i släktet Alcyonidium och familjen Alcyonidiidae. Inga underarter finns listade i Catalogue of Life.